# Rue Mirabeau (Antony)
Pour l’article homonyme, voir Rue Mirabeau.
La rue Mirabeau est une voie de la commune française d'Antony dans les Hauts-de-Seine.

## Situation et accès

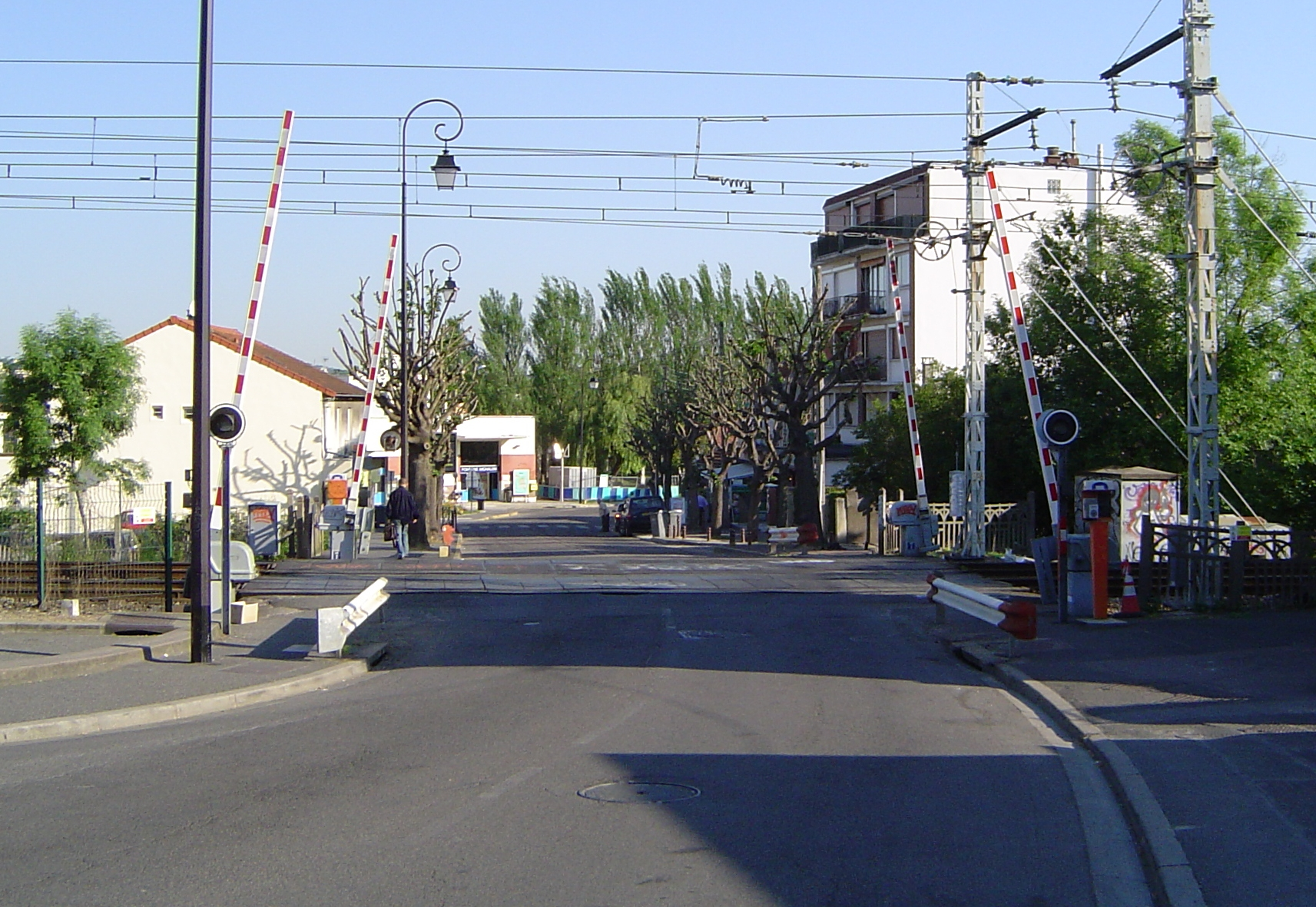
Franchissement de la ligne du RER C par un passage à niveau (PN9) en 2008, remplacé en 2022 par un tunnel.

Partant du nord, elle longe la voie ferrée du RER B, rencontre l'extrémité sud de la rue rue Prosper-Legouté, puis, marquant un tournant vers la gauche, franchit la voie ferrée du RER C, à cet endroit la ligne de Choisy-le-Roi à Massy - Verrières, par un tunnel qui remplaça un passage à niveau considéré comme le deuxième plus dangereux d’Ile-de-France,.
À cet endroit, elle reprenait jusque dans les années 1930 le nom de la « rue Prosper-Legouté ».
Elle passe ensuite la rue de Massy puis la rue des Baconnets, avant de se terminer avenue du Président-John-Fitzgerald-Kennedy, autrefois « route nationale no 188 de Paris à Chartres ». 

## Origine du nom
Cette voie a été nommée en hommage à Honoré-Gabriel Riqueti de Mirabeau (1749-1791), écrivain et révolutionnaire français.

## Historique

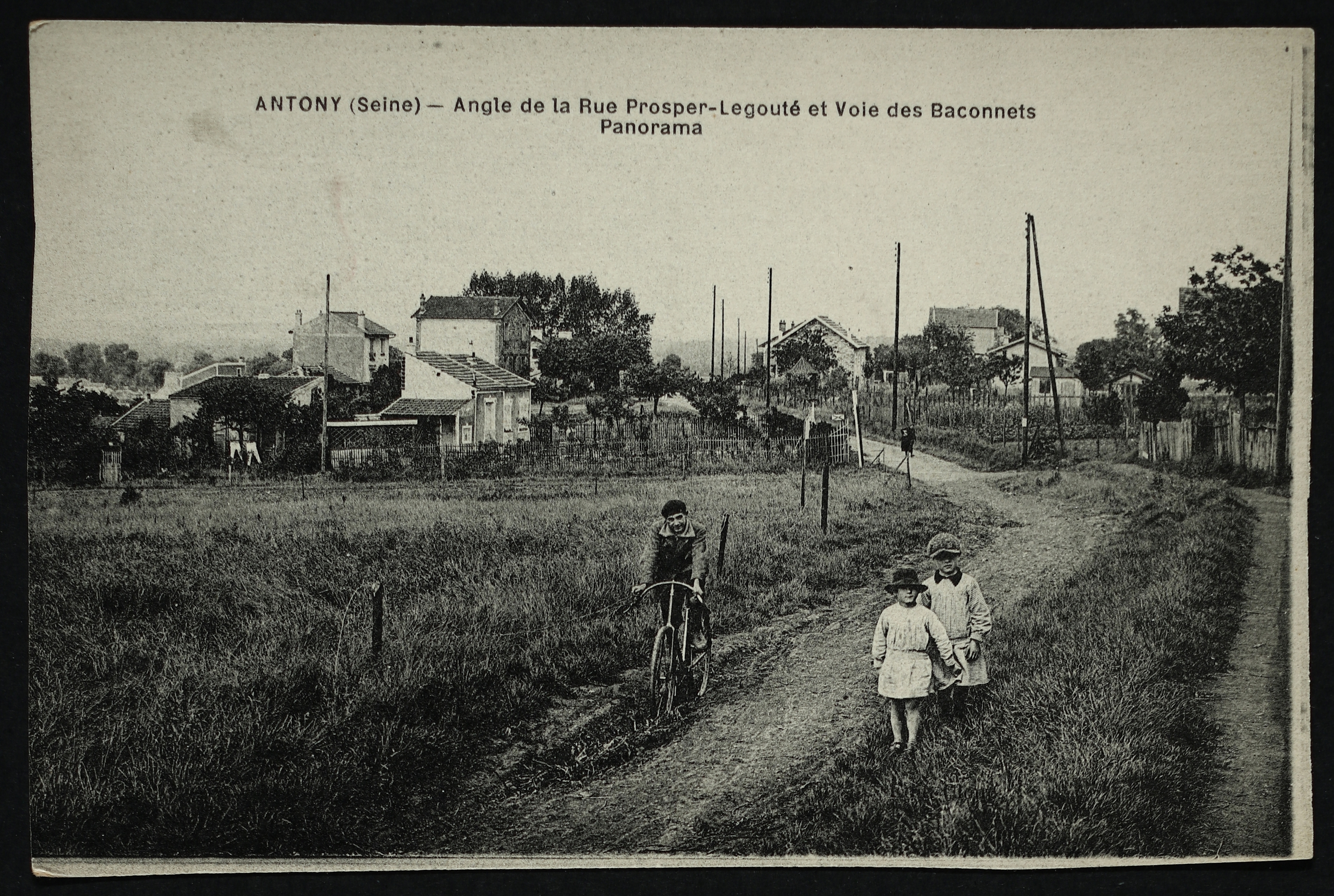
Angle de la rue des Baconnets et de la rue Prosper-Legouté, avant d'être renommée rue Mirabeau.

La partie basse, longtemps non construite de cette voie, portait le nom de « chemin latéral au chemin de fer ». Elle a été lotie lors des constructions des lotissements du Pont-aux-Dames et du Panorama.
Les travaux de création du tunnel, entrepris dans un environnement urbain très dense, durèrent de 2019 à 2022.

## Bâtiments remarquables et lieux de mémoire
Au no 10 : la gare de Fontaine Michalon, inaugurée en 1940.